# Heiligenbrunn
Heiligenbrunn (ungerska: Szentkút) är en ort och kommun i Österrike. Den ligger i distriktet Güssing i förbundslandet Burgenland, i den östra delen av landet, 130 km söder om huvudstaden Wien. Kommunen gränsar i söder och öster till Ungern.
Kommunen består av fem orter  (Ortschaften) (inom parentes invånarantal 1 januari 2024):
- Deutsch Bieling (74)
- Hagensdorf im Burgenland (196)
- Heiligenbrunn (240)
- Luising (63)
- Reinersdorf (162)